# Junge Frau in orientalischem Gewand
Junge Frau in orientalischem Gewand (französisch Jeune Femme en Costume oriental) oder Die Sultanin (französisch La Sultane) ist ein Gemälde des französischen Malers Édouard Manet. Das in Öl auf Leinwand gemalte Bild hat eine Höhe von 96 cm und eine Breite von 74,5 cm. Unklar ist die Datierung des Werks; angenommen wird die Zeit um 1871 oder früher. Zu sehen ist eine stehende junge Frau in einem langen weißen Gewand, dessen nahezu transparenter Stoff den Blick auf ihren nackten Körper freigibt. Durch die im Gemälde gezeigten Requisiten aus dem türkisch-arabischen Raum lässt sich die Darstellung dem Orientalismus zuordnen, ein Thema, das sich in Manets Werk selten findet. Das Bild stellt keine reale Szene aus einem fremden Kulturkreis dar, sondern gibt eine im Atelier inszenierte erotische Fantasie wieder. Das Gemälde gehört zum Bestand der Stiftung Sammlung E. G. Bührle und befindet sich als Dauerleihgabe im Kunsthaus Zürich. Bei diesem Gemälde, dessen Vorbesitzer bis 1937 der jüdische Sammler Max Silberberg war, besteht der Verdacht auf Raubkunst. Die Eigentumsfrage wurde 2025 zwischen den Silberberg-Erben und der Bührle-Stiftung per Vergleich geklärt.

## Beschreibung
Das Bild zeigt im Vordergrund eine stehende junge Frau mit herabhängenden Armen.  Sie ist frontal als Ganzkörperporträt dargestellt, der Fußbereich wird jedoch vom unteren Bildrand abgeschnitten. Bekleidet ist sie mit einem langen weißen Gewand mit V-förmigem Dekolleté und freiliegenden Unterarmen. Der transparente Stoff des Gewandes verhüllt den Körper der Frau kaum. Neben den Konturen der Figur sind insbesondere die Brüste, der Bauchnabel und der dunkle Schambereich zu erkennen. Um den leicht zur linken Schulter geneigten Kopf hat sie ein buntes Tuch gebunden, unter dem ihr schwarzes Haar hervorschaut. Sie trägt eine doppeltgereihte Korallenkette um den Hals, ihre Ohren schmücken lange goldene Anhänger. Ihre roten Lippen sind geschlossen, die buschigen Augenbrauen nahezu zusammengewachsen. Ihre dunklen Augen scheinen nach unten zu blicken. Die insgesamt eher dunkle Hautfarbe des Gesichts entsprach dem Typus von Frauen, die Mitte des 19. Jahrhunderts in Frankreich als eindeutig nicht französischer Herkunft assoziiert wurden. Die Frau hält in der rechten Hand einen Stab mit einem daran befestigten quadratischen bunten Papierstück. Bei diesem Accessoire könnte es sich um eine Art Fächer handeln. Auf dem Boden liegt eine durch braune Farbtupfer angedeutete Matte. Rechts hinter der Frau befindet sich ein buntes orientalisches Sitzkissen oder Sofa. Im Vordergrund steht rechts neben der Frau auf dem Boden eine Wasserpfeife mit verziertem Messingkorpus und von rotem Stoff umwickelten Schläuchen. Das Gemälde ist unten links mit „Manet“ signiert, aber nicht datiert.
Der Malstil orientiert sich nicht an der traditionellen Feinmalerei, wie er an der Académie des Beaux-Arts gelehrt wurde, sondern nimmt – beispielsweise bei den Gesichtszügen – Bezug auf die grobe Formensprache, die auch bei den Künstlern des Realismus zu finden ist. Der getupfte Farbauftrag bei der Fußmatte und die ineinanderfließenden Farben beim Sitzmöbel lassen Merkmale des Impressionismus erkennen. Die Kunsthistorikerin Eugenia Querci hat das sehr helle Licht hervorgehoben, das auf die Frau fällt und sie zu blenden scheint. Nach Querci ging es Manet darum, neben der thematischen Darstellung scheinbar vor allem die dialektischen Beziehung zwischen Schwarz und Weiß hervorzuheben, bei der Farben eine untergeordnete Rolle spielen. Das Weiß des Kleides wirkt demnach fast gedämpft und wird vom tiefen Schwarz des Hintergrunds absorbiert. Ihr Kollege Stéphane Guégan lobt die „bezaubernde Frische“ („charmant par sa fraicheur“) des Gemäldes, das darüber hinaus durch „seine bittersüße Sinnlichkeit“ („sensualité aigre-douce“) besticht. Der Kunstkritiker Karl Scheffler stellte 1931 fest: „Es ist in dem Bild viel von der immer wieder rätselhaften und kaum analysierbaren Meisterschaft Manets.“

## Probleme der Datierung
Bei der Datierung des Gemäldes sind Kunsthistoriker zu sehr unterschiedlichen Ergebnissen gekommen. Zunächst hatten Autoren wie Théodore Duret, Julius Meier-Graefe und Adolphe Tabarant angenommen, das Bild sei 1876 entstanden. Diese zeitliche Zuordnung konnte jedoch nicht aufrechterhalten werden, nachdem Etienne Moreau-Nélaton 1926 eine Inventarliste des Malers veröffentlichte. In dieser von Manet Anfang 1872 erstellten Auflistung sind Gemälde enthalten, die er zwischen 1861 und 1871 gemalt hatte, darunter das Bild Junge Frau in orientalischem Gewand, das dort als Une Sultane bezeichnet wird.
Moreau-Nélaton datierte das Bild Junge Frau in orientalischem Gewand danach auf „um 1871“. Diese Datierung übernahmen später auch die Autoren Rouart/Wildenstein im Manet-Werkverzeichnis und die Stiftung Sammlung E. G. Bührle sowie das Kunsthaus Zürich. Andere Autorinnen wie Carol Armstrong oder Ina Conzen näherten sich dem Datum an und nannten zur Entstehung „um 1870“. Der Autor Paul Colin gab an, die Junge Frau in orientalischem Gewand sei das erste Gemälde gewesen, das Manet nach der Pariser Kommune 1871 und seiner anschließenden Rückkehr nach Paris gemalt habe. Colin gab jedoch keinen Hinweis, worauf sich diese Annahme bezog. Dem Datum 1871 schloss sich der Kunsthistoriker Charles S. Moffett an, der es als nachvollziehbar und stilistisch passend empfand. Sein Kollege Stéphane Guégan verortete das Gemälde hingegen zeitlich „sicherlich vor 1871“.
Andere Autoren datierten die Entstehung des Bildes aufgrund stilistischer Kriterien deutlich früher in die 1860er Jahre. So zog Eduard Hüttinger Parallelen zu Manets Einzelfigurenbildern wie der 1866 entstandenen Frau mit Papagei (Metropolitan Museum of Art, New York). Darin sei eine „romantisierende[n] Auffassung“ zu erkennen, von der sich der „späte Manet“ entfernt habe. Ähnlich sieht es Eugenia Querci, die auf ein kompositorisches Element hinwies, das Manet wiederholt in den 1860er Jahren nutzte. Hierbei handelt es sich um Accessoires, die Manet – nach Vorbild des von ihm besonders geschätzten Malers Diego Velázquez – neben der stehenden Figur platzierte. Bei der Jungen Frau in orientalischem Gewand ist es die Wasserpfeife, im 1865–1867 entstandenen Gemälde Der Philosoph (Art Institute of Chicago) liegen Austern auf dem Boden, beim 1868 gemalten Bildnis Théodore Duret steht ein Tisch mit einem Glas Wasser neben dem Porträtierten. Querci vermutet darüber hinaus eine Datierung in den frühen 1860er Jahren, da sich Manet zu dieser Zeit häufiger mit dem Genre der Kostümmalerei befasste.
Ronald Pickvance warf die Frage auf, in welchem Werk Manets die Dargestellte in Junge Frau in orientalischem Gewand weiterhin zu sehen ist. Wegen mangelnder Ähnlichkeit scheidet für ihn sowohl die Frau in Manets motivisch naheliegendem Aquarell Odalisque von 1862 aus, noch kommt für ihn Victorine Meurent in Frage, die für die Gemälde Olympia (Musée d’Orsay, Paris) und Frau mit Papagei als Modell diente. Stattdessen sieht Pickvance eine große äußere Übereinstimmung mit der sitzenden Figur im Bild Badende am Seineufer (Museu de Arte de São Paulo), dessen Entstehung allerdings erst um 1874 vermutet wird.

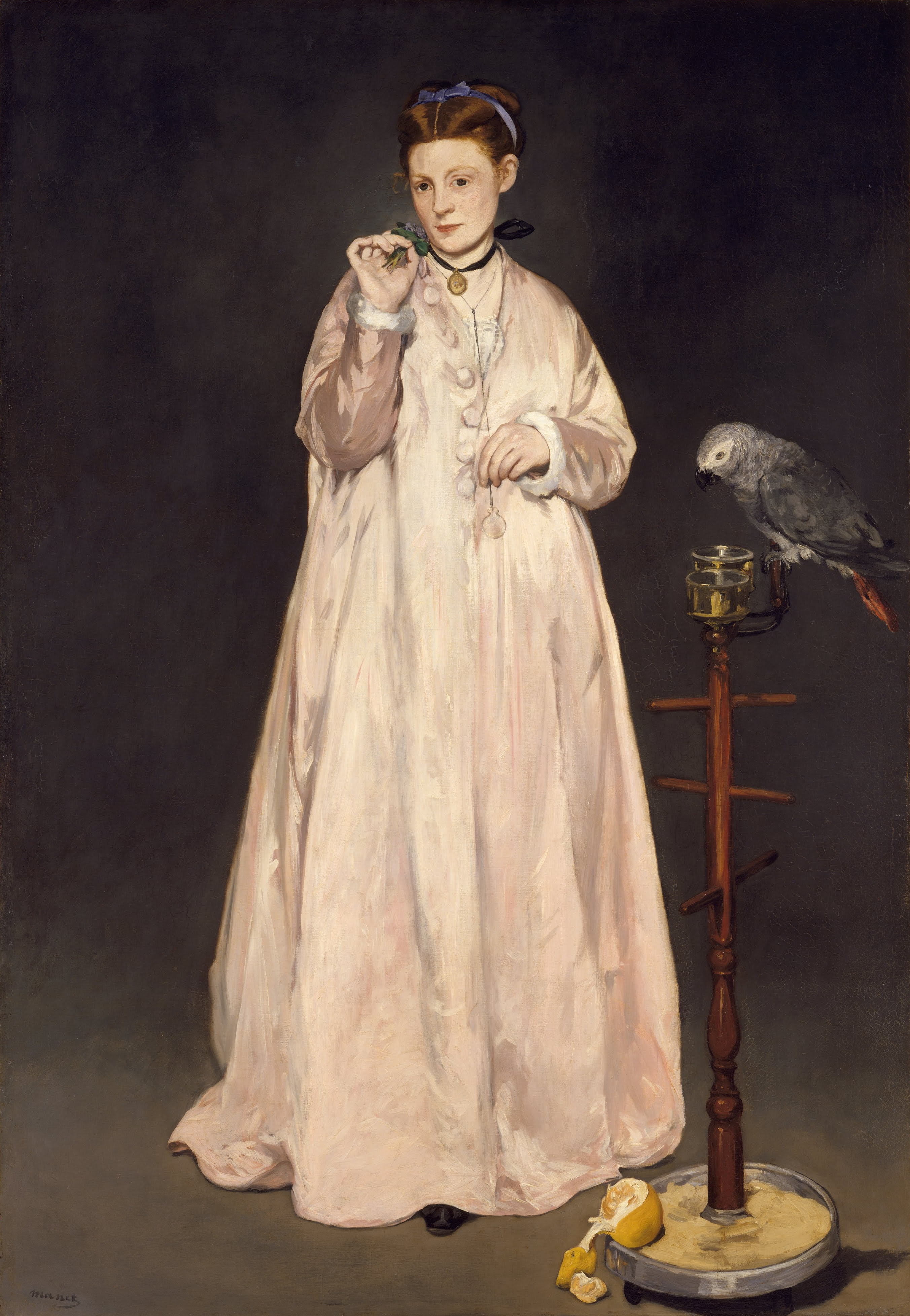
Édouard Manet: Frau mit Papagei, 1866
Édouard Manet: Der Philosoph, 1864–1867
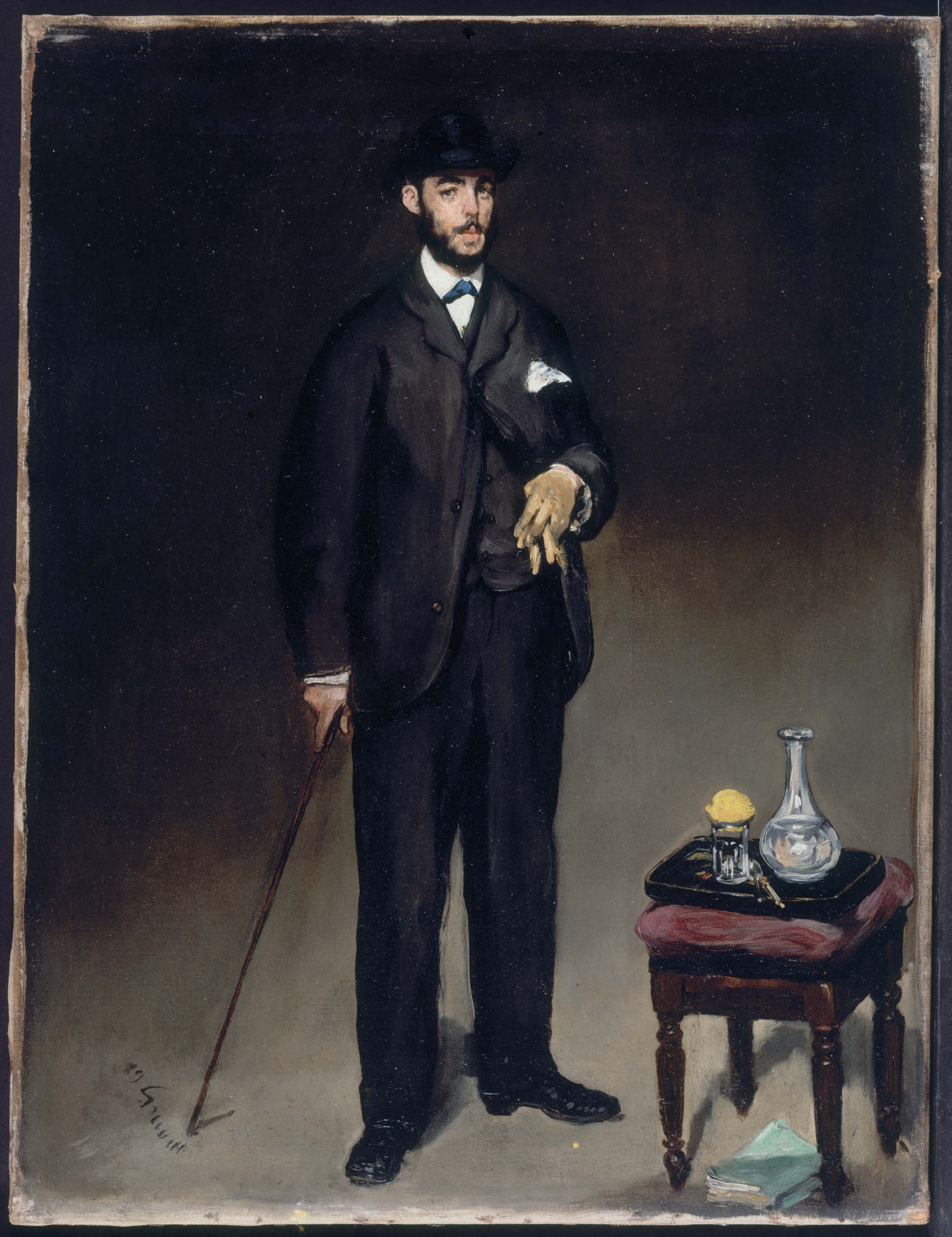
Édouard Manet: Bildnis Théorde Duret, 1868
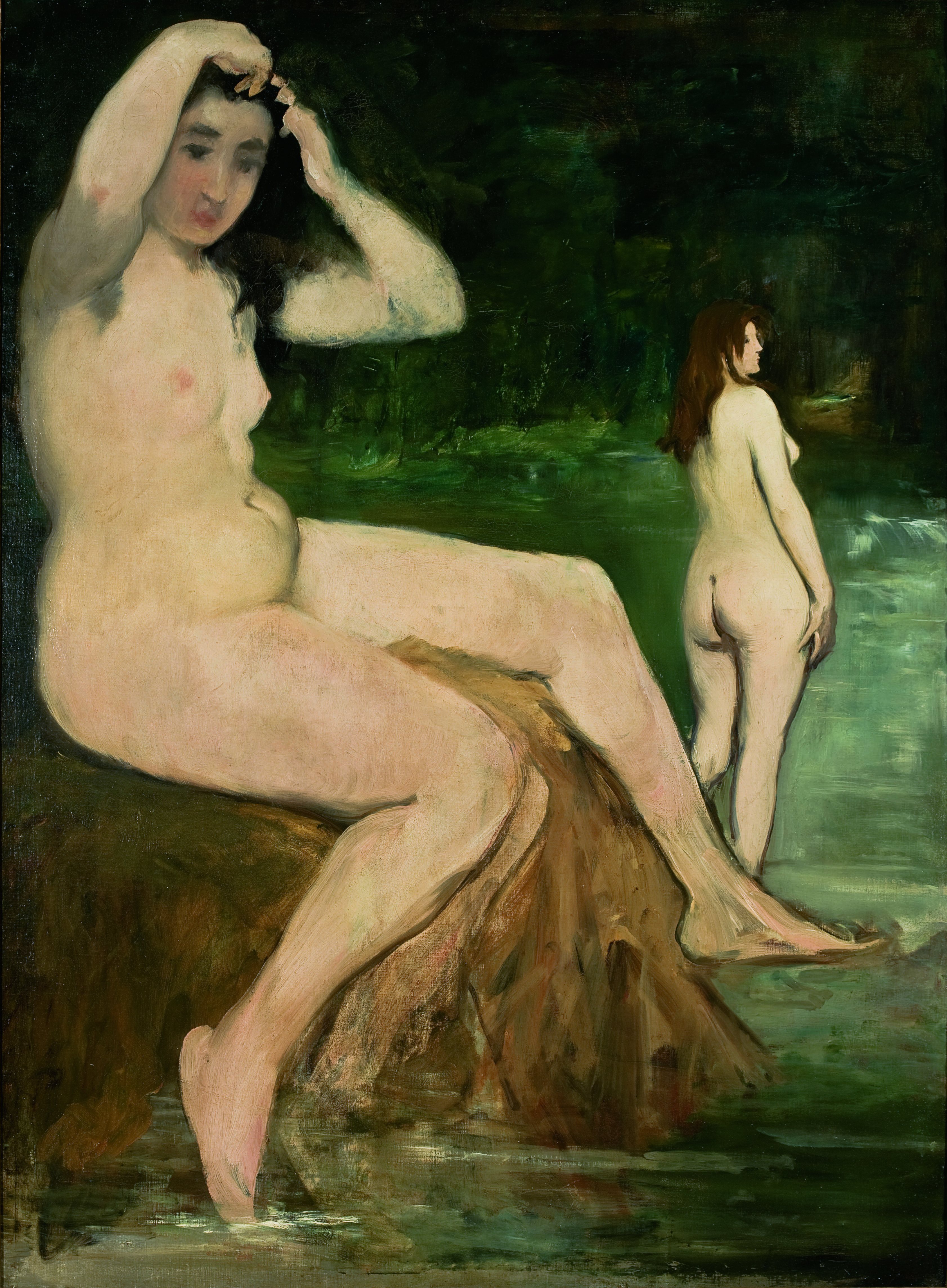
Édouard Manet: Badende am Seineufer, um 1874

## Französische Orientdarstellungen im 19. Jahrhundert
Im 19. Jahrhundert stießen Orientdarstellungen beim europäischen Publikum auf großes Interesse. Solche Themen finden sich in Reisetagebüchern, Zeitschriftartikeln und fiktionaler Literatur. Zudem versuchten Weltausstellungen, einen Eindruck von der Lebenswelt fremder Kulturen, darunter auch die Kolonien im arabischen Raum, zu vermitteln. In der Malerei gehörten orientalische Bildmotive zu den Sujets, die in den großen Ausstellungen des Salon de Paris und beim Publikum gleichermaßen geschätzt wurden. Bekannte Beispiele für den Orientalismus in Frankreich sind Gemälde von Jean-Auguste-Dominique Ingres wie Das türkische Bad, Die große Odalisque (beide Louvre, Paris) und Odalisque und Sklavin (Fogg Art Museum, Cambridge). Auch andere französische Maler wie Eugène Delacroix mit Die Frauen von Algier (Louvre) und seine Odalisque (Privatsammlung) sowie Jean-Léon Gérôme mit dem Motiv Sklavenmarkt (Sterling and Francine Clark Art Institute, Williamstown) nahmen orientalische Motive als exotisierende Bildthemen auf. Maler wie Delacroix und Gérôme hatten zwar Nordafrika bereist; ihre Gemälde bilden aber dennoch kaum die Realität ab. Sie nutzten die vor Ort gewonnenen Eindrücke später für ihre inszenierten Darstellungen. Die von mehreren Malern verwendete Bezeichnung „Odaliske“ („Odalisque“) deutet zwar auf eine Bewohnerin eines Harems hin, in den Bildern finden sich indes mit orientalischen Requisiten ausstaffierte Frauen, die den sexualisierten Fantasievorstellungen des europäischen Publikums entgegen kamen.

Dominique Ingres: Das türkische Bad, 1863
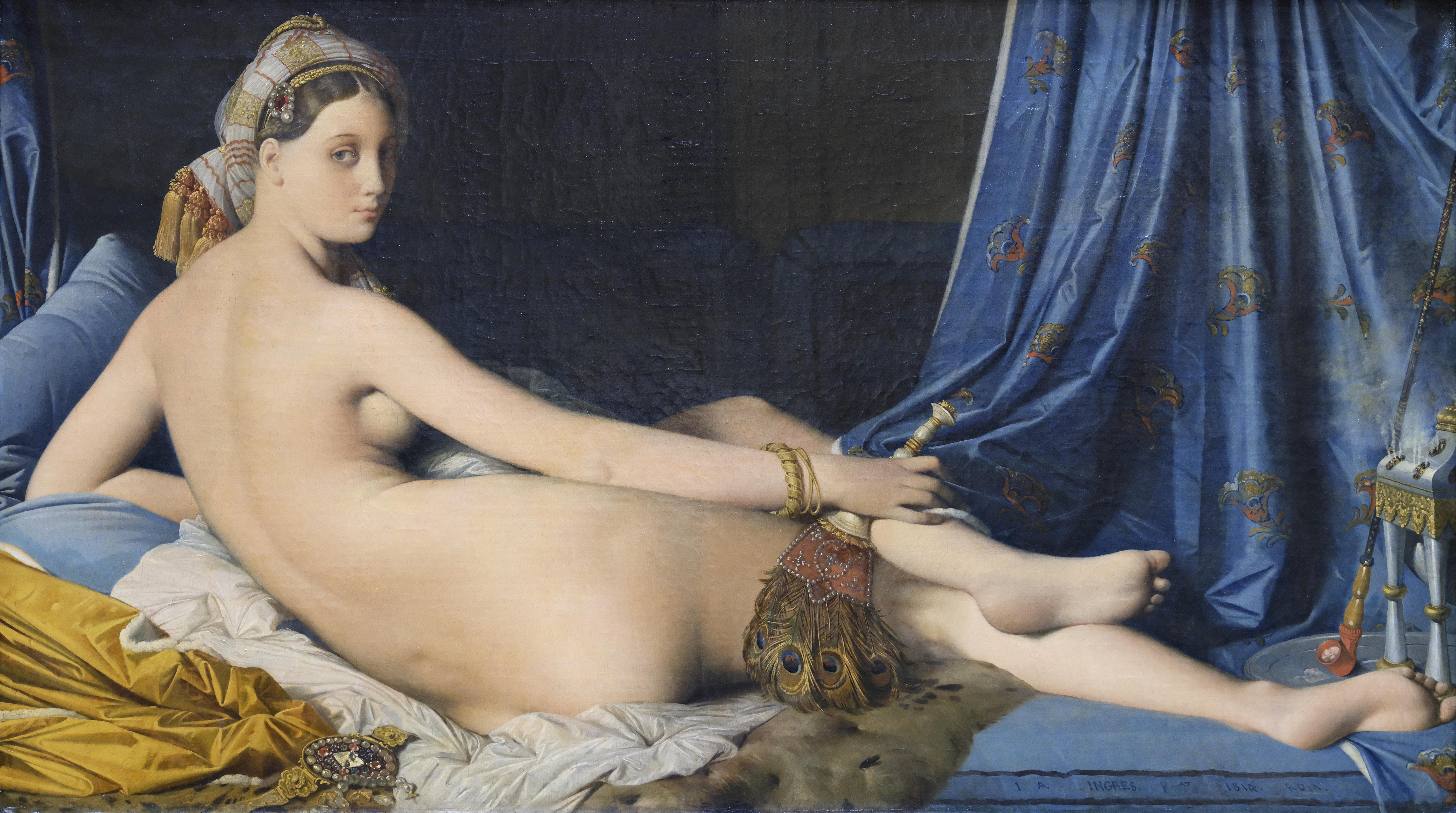
Dominique Ingres: Die große Odalisque, 1814
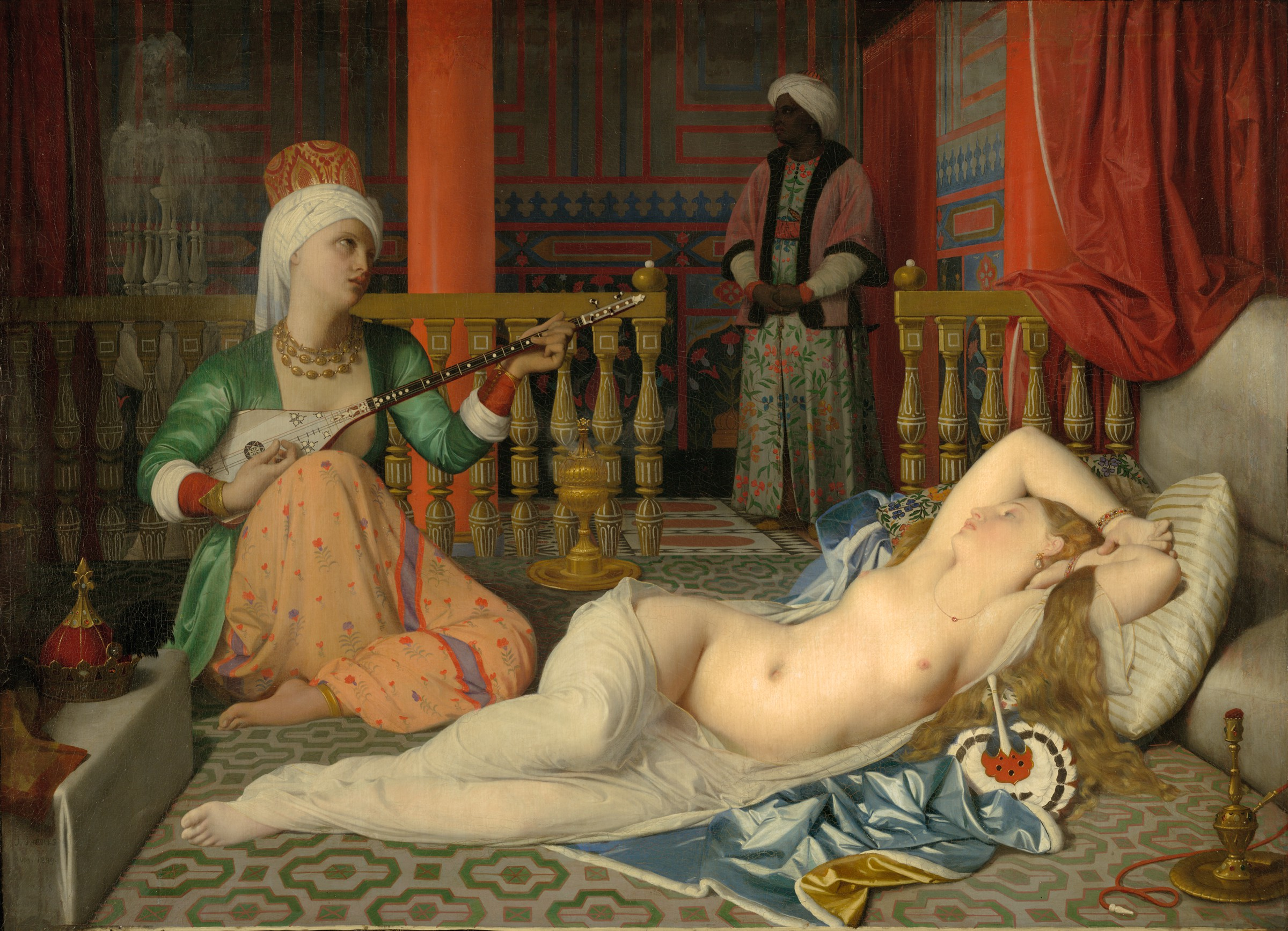
Dominique Ingres: Odalisque und Sklavin, 1839–1840
Eugène Delacroix: Die Frauen von Algier, 1834
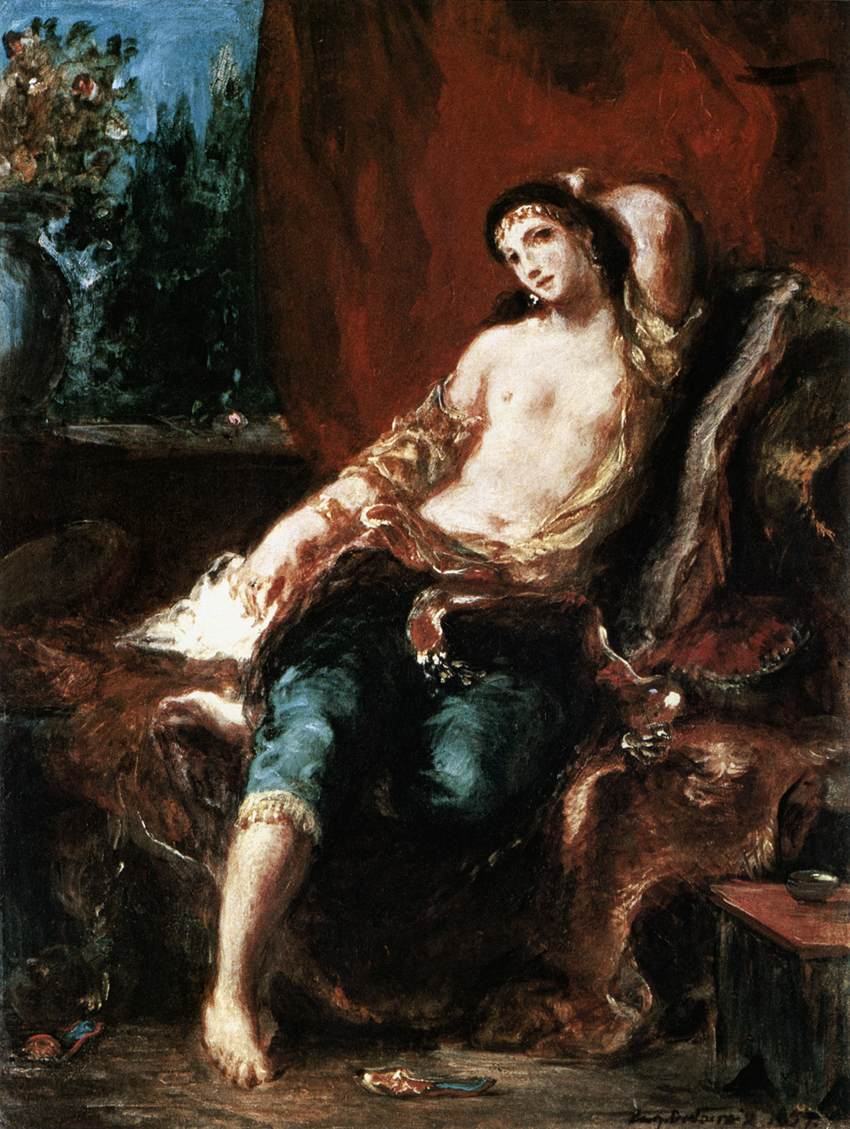
Eugène Delacroix: Odalisque, 1857
Jean-Léon Gérôme: Sklavenmarkt, 1866

Einige Künstler aus Manets Freundeskreis widmeten sich ebenfalls dem Orientthema. So schuf Frédéric Bazille mit Frau in marokkanischem Kostüm (Norton Simon Museum, Pasadena) eine orientalisch-folkloristische Darstellung. Von Pierre-Auguste Renoir gibt es ebenfalls eine Odalisque (National Gallery of Art, Washington D.C.) und das Kostümbild Algerierin (Legion of Honor, San Francisco), das er 1870 im Salon de Paris zeigte. Sowohl für Bazilles Frau in marokkanischem Kostüm wie für Renoirs Odalisque posierte dessen Freundin Lise Tréhot, eine Französin, die jeweils als Orientalin ausstaffiert wurde.

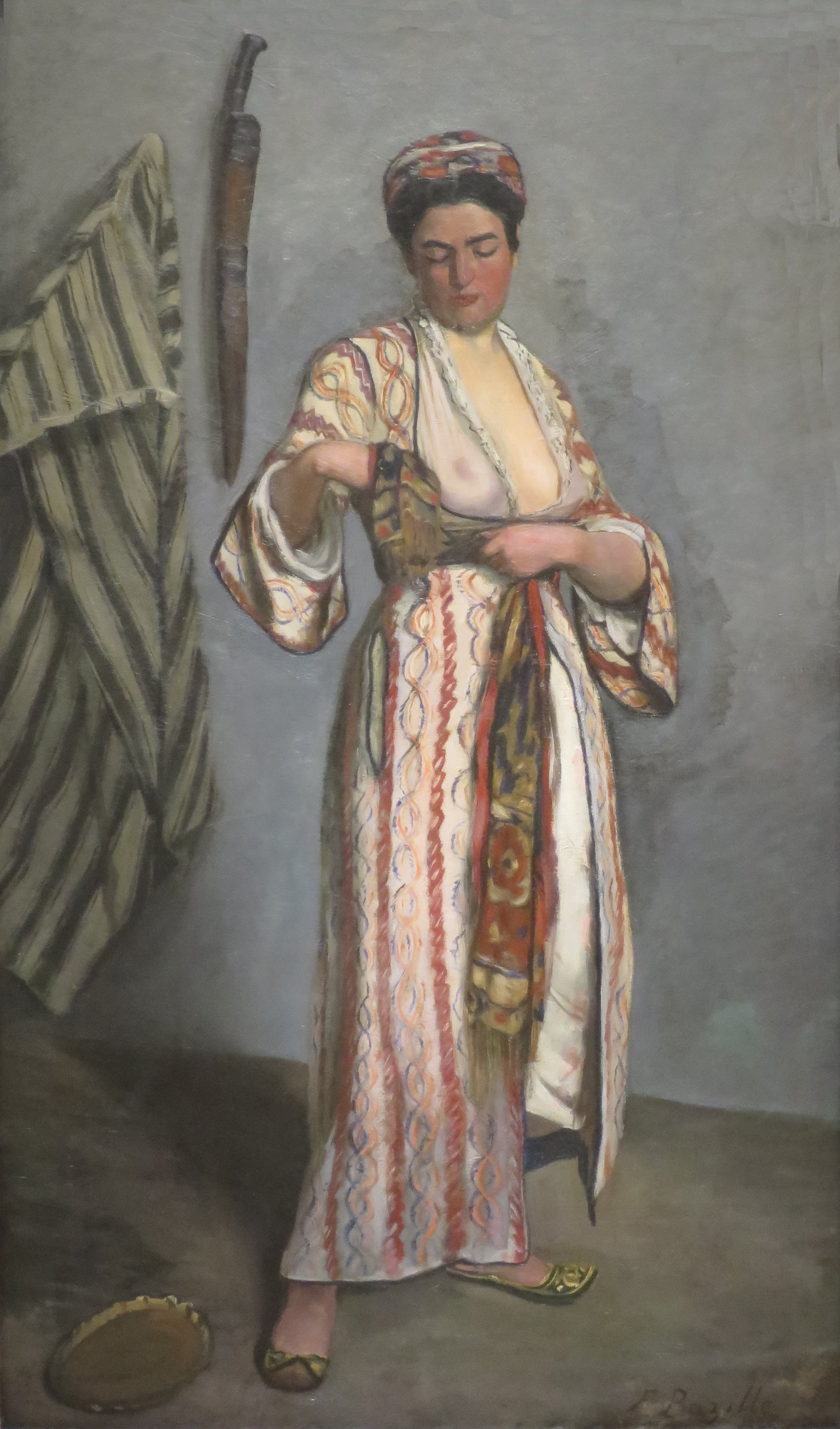
Frédéric Bazille: Frau in marokkanischem Kostüm, 1869
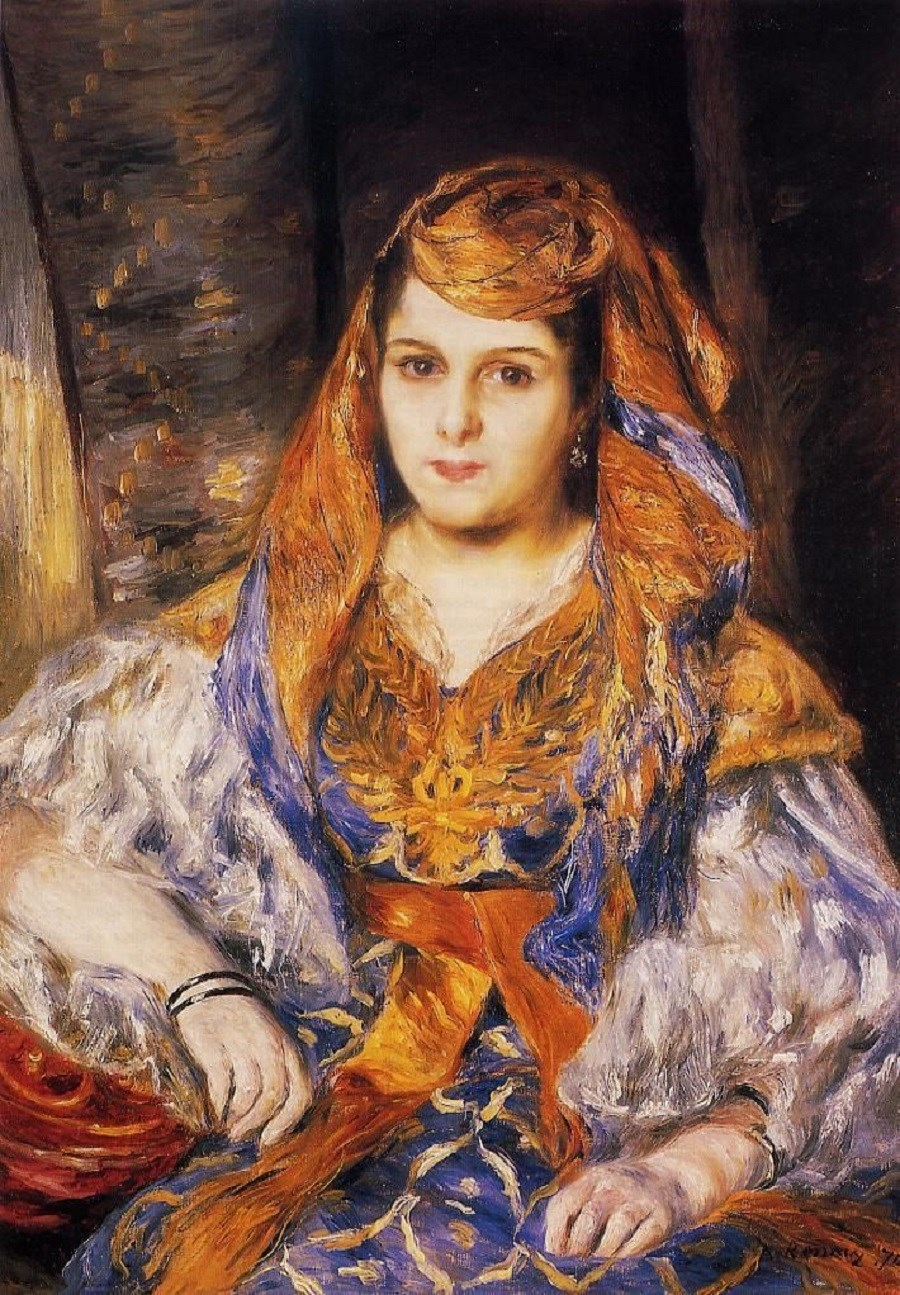
Pierre-Auguste Renoir: Algerierin, 1870
Pierre-Auguste Renoir: Odalisque, 1870

## Manets Orientalismus – zwischen erotischer Fantasie und Abbild der Prostitution
In Manets Gesamtwerk kommen orientalische Motive nur als Ausnahme vor. Um 1862 malte er ein Aquarell mit dem Titel Odalisque, nach dem später auch eine Radierung entstand. Seine Odalisque posiert als dem Betrachter zugewandte liegende junge Frau, in einer Weise, wie sie zuvor bei Ingres Die große Odalisque und wenig später mit ähnlich laszivem Ausdruck in Manets Olympia anzutreffen ist. Während sich Ingres Odalisque und Manets Olympia nackt präsentieren, trägt Manets Odalisque ein orientalisches Gewand, das zwar viel Dekolleté zeigt, den Körper ansonsten weitestgehend verhüllt. Requisiten wie ein Goldkette auf dem Haupt, ein breiter goldener Reif am rechten Arm und ein Fächer in der linken Hand unterstreichen die vermeintlich orientalische Aufmachung. Den Nahen Osten oder Nordafrika kannte Manet jedoch nicht aus eigener Anschauung, sodass seine Darstellung nicht auf persönlichen Erlebnissen in fremden Ländern beruht. Verkleidungen begrenzte Manet nicht nur auf die Orientthematik. Etwa zur gleichen Zeit wie Manets Odalisque entstand seine Junge Frau in spanischem Kostüm (Yale University Art Gallery, New Haven), eine in spanisch-anmutender Fantasieverkleidung auf einer Chaiselongue drapierte Frau. Für die Odalisque und die Junge Frau in spanischem Kostüm könnte dieselbe Frau als Modell posiert haben, wie die Autorin Beatrice Farwell anmerkte. Auch die Kunsthistorikerin Marni Reva Kessler stellte diese Ähnlichkeit fest und wies darauf hin, dass beide Frauen volle Lippen, dunkle Haare und dunkle Augen haben.

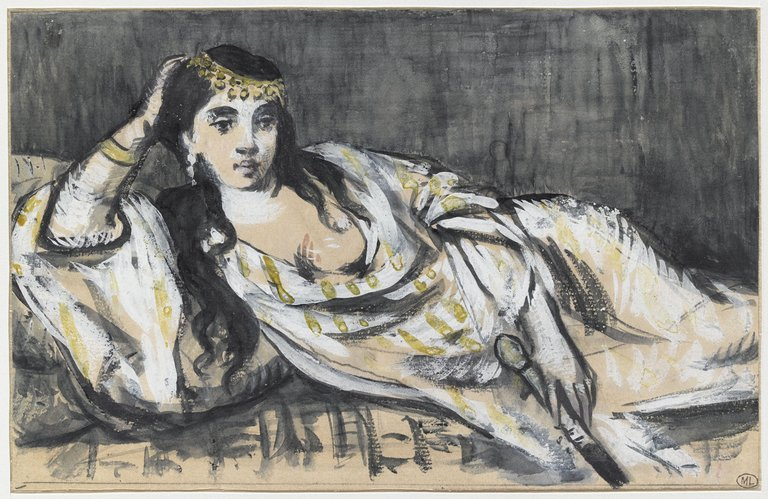
Édouard Manet: Odalisque, um 1862
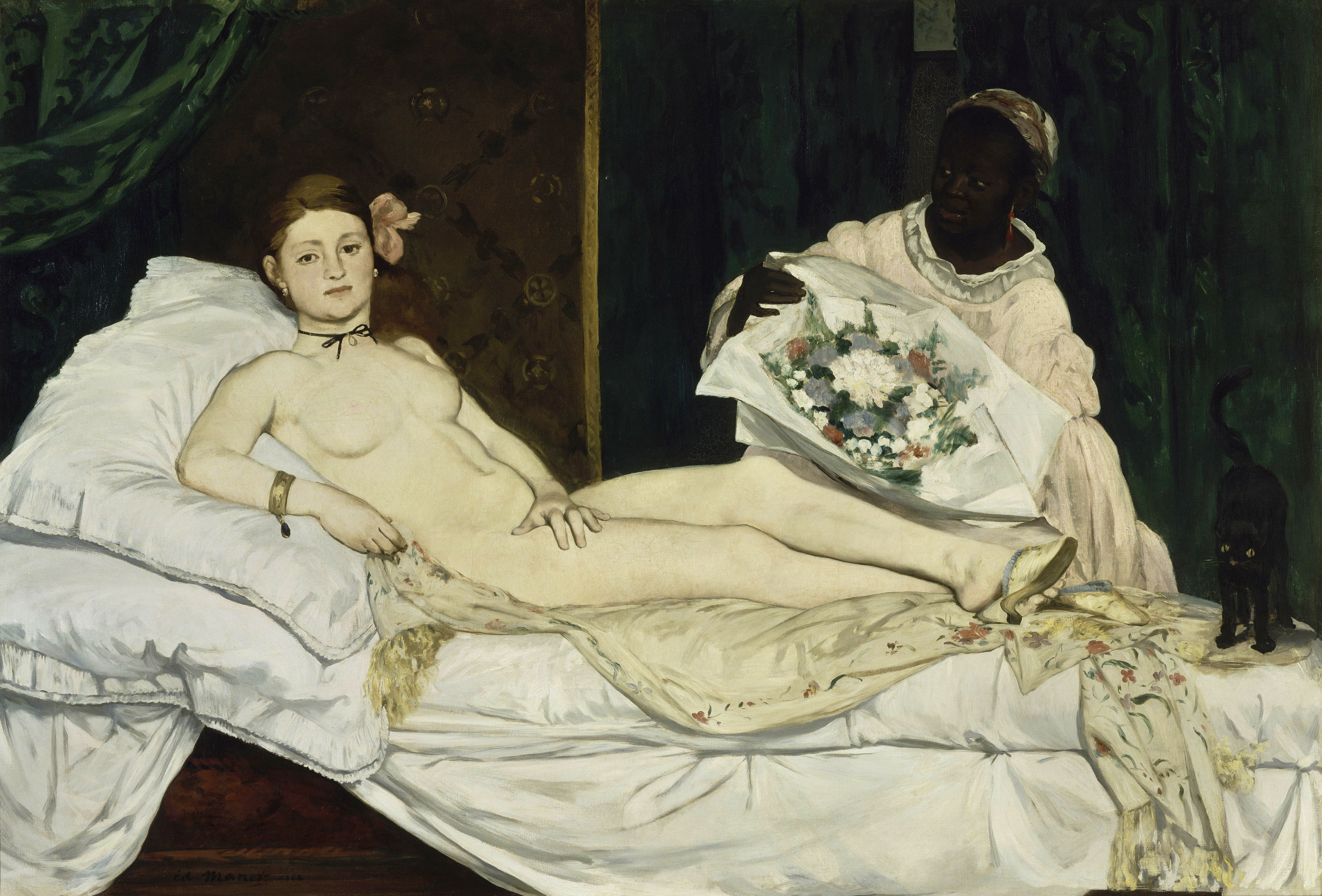
Édouard Manet: Olympia, 1863
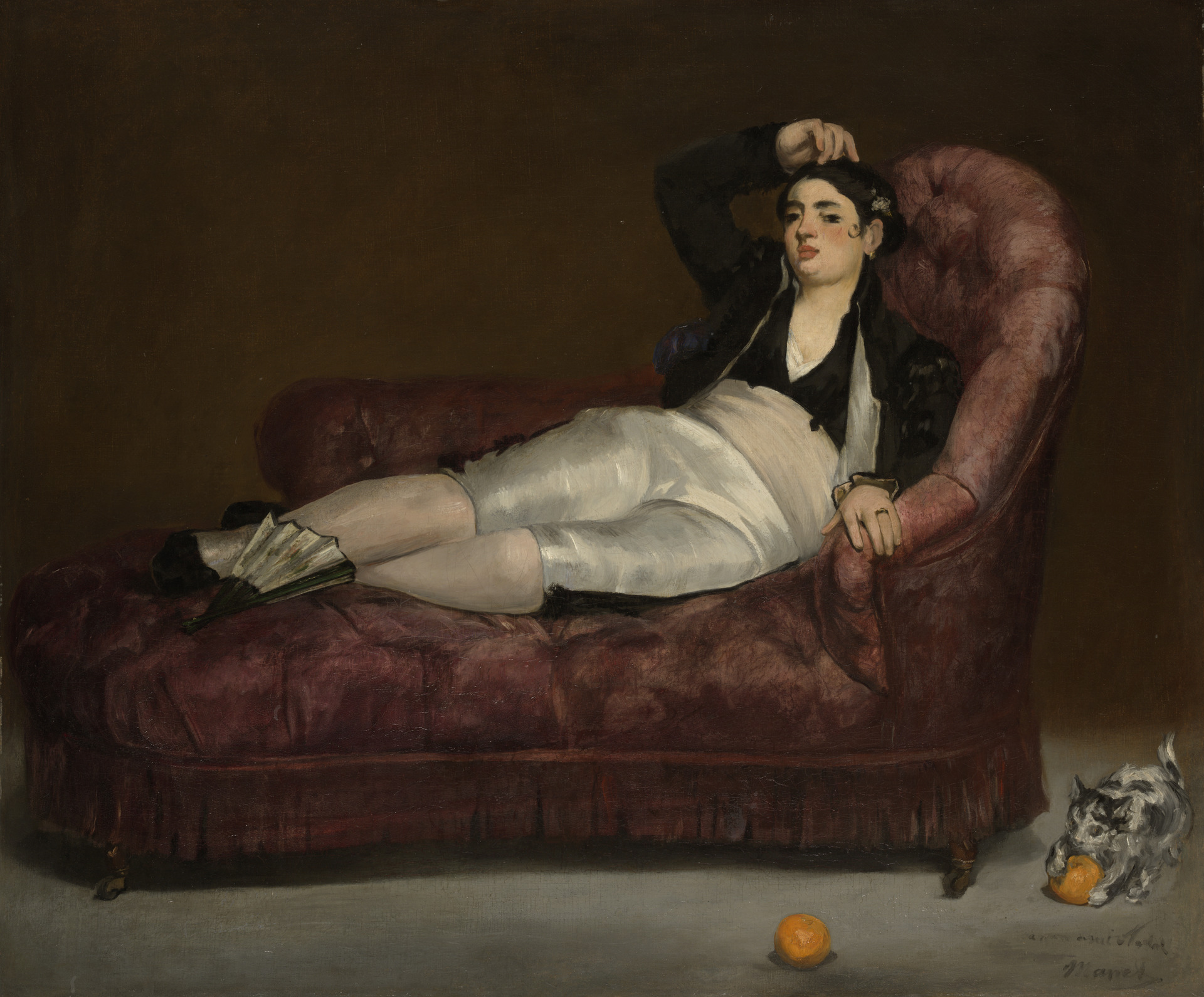
Édouard Manet: Junge Fraum im spanischen Kostüm, 1862–1863

Der Kunsthistoriker Otto Grautoff lobte 1914 „den plastischen Eindruck der weichen Fülle weiblicher Formen“, den er im Gemälde Junge Frau in orientalischem Gewand erkannte. Für ihn war die skizzenhafte Darstellung „ein lebendiger Ausdruck für den orientalischen Frauentypus“. Demgegenüber wies bereits Manets früher Biograf Adolphe Tabarant darauf hin, dass es sich bei der Dargestellten um ein von Manet ins Atelier eingeladenes „junges, unbekanntes Modell“ handelte. Erst dort, umgeben von „orientalischen Accessoires“, habe sie sich als Haremsdame angezogen. In diesem „morgenländisch dekorierten Atelier“ ist sie umgeben von Requisiten wie der Wasserpfeife, die auch in den Gemälden Die Frauen von Algier von Delacroix und Odalisque und Sklavin von Ingres ihren Platz gefunden hatte. Anders als seine eigene Odalisque oder die nackte Olympia schaut die Junge Frau in orientalischem Gewand nicht direkt zum Betrachter, sondern zeigt ihr „Unbehagen vor dem voyeuristischen Gegenüber durch die gesenkten Augen sowie die verhaltene, fast ungelenke Pose“, wie Ina Conzen feststellte. In diesem „brauntonigen Kostümstück“ thematisierte Manet zwar vordergründig ein Orientthema, doch „der lüsterne Aspekt ist unverkennbar“, wie Charles S. Moffett feststellte. Die Bezeichnung Sultane (Sultanin) war zur Zeit der Entstehung des Bildes in Frankreich ein umgangssprachliches Synonym für Prostituierte und findet sich entsprechend auch im zeitgenössischen Wörterbuch wieder. Die von Manet gemalte Sultane stellt demnach vermutlich eine Kurtisane dar, obschon die entspannte, fast lässige Pose dem Bild jeglichen erotischen Ehrgeiz nimmt, wie Eugenia Querci anmerkte. Für Moffett ist die Dargestellte eine Verführerin, der der trotzige Stolz von Manets Olympia, ebenfalls die Darstellung einer Prostituierten, fehle.
Timothy J. Clark hat darauf hingewiesen, dass Prostitution in den derben Darstellungen des Barock durch Münzen oder die Lüsternheit des Freiers dargestellt wurden, hingegen solche Bildelemente bei Manet, beispielsweise bei seiner Darstellung der Olympia, fehlen. Auch im Gemälde Junge Frau in orientalischem Gewand ist die Abwesenheit von deutlichen Hinweisen auf die Prostitution auffällig. Die hier ins Bild gerückte kostümierte Frau, so Moffett, scheint mit gesenktem Blick und ruhiger Haltung eher Resignation und Müdigkeit auszudrücken. Die Kunsthistorikerin Marni Reva Kessler hat sich ausführlich mit der Verschleierungsthematik in Manets Gemälde beschäftigt. Sie sieht im Bild Junge Frau in orientalischem Gewand zwar stereotype Standards eines Orients, zugleich zeigt es aber keine im herkömmlichen Sinne verschleierte Frau. Während der traditionelle muslimische Schleier den Körper der Frau verhüllt, lässt Manet im Bild den Blick durch den transparenten Stoff des schleierhaften Gewandes auf die Körperoberfläche zu. Zwar blickt die Junge Frau in orientalischem Gewand passiv und desinteressiert nach unten, ihr Körper zeichnet jedoch, so Kessler, eine Version ihres Gesichtes nach. Dabei entsprechen ihre Brüste den Augen, ihr Bauchnabel der Nase und ihre Genitalien dem Mund. Die Junge Frau in orientalischem Gewand fesselt den Betrachter nicht durch ihr Aussehen oder durch eine verführerische Pose, sondern sie steht mit ihren locker hängenden Armen einfach da. Der unter der transparenten Hülle sichtbare Körper verdeutlicht – nach Kessler – die Verfügbarkeit der Dargestellten.

## Provenienz
Das Gemälde Junge Frau in orientalischem Gewand gelangte zunächst in den Besitz des Journalisten und Schriftsteller Adrien Marx (1837–1906). Eine übermalte Widmung auf dem Bild „à l’ami Adrien Marx“ (für den Freund Adrien Marx) könnte darauf hindeuten, dass es ein Geschenk Manets an ihn war. Marx scheint das Gemälde nicht besonders geschätzt zu haben, da er es auf den Dachboden in seinem Wohnhaus in der Avenue Bugeaud Nr. 27 lagerte. Sein Neffe, der Kunstkritiker Roger Marx, entdeckte dort 1892 das inzwischen verschmutzte Gemälde und kaufte es seinem Onkel umgehend für 450 Franc ab. Nach dem Tod von Roger Marx kam seine Kunstsammlung am 11. und 12. Mai 1914 in der Pariser Galerie Manzi-Joyant zur Versteigerung. Die Junge Frau in orientalischem Gewand wurde bei dieser Gelegenheit als Nr. 60 aufgerufen und für 74.000 Franc an ein Konsortium, bestehend aus den Galerien Durand-Ruel und Bernheim-Jeune in Paris und dem Berliner Paul Cassirer, zu gleichen Teilen verkauft. Die Galerie Durand-Ruel verkaufte ihren Anteil per 20. Mai 1914 an die Galerie Bernheim-Jeune, erwarb den Anteil jedoch am 12. April 1915 wieder zurück. Per 20. Juli 1923 erlangte die Galerie Durand-Ruel das vollständige Eigentum am Gemälde. Sie verkaufte das Bild um 1928 an den Unternehmer Max Silberberg in Breslau, der das Bild zur Manet-Ausstellung 1928 in Berlin auslieh. Max Silberberg hatte in den 1920er Jahren eine bedeutende Kunstsammlung aufgebaut, in der sich Werke deutscher und ausländischer Künstler befanden, darunter Gemälde von Pierre-Auguste Renoir bis Vincent van Gogh. In Folge der Weltwirtschaftskrise ließ Silberberg Teile seiner Sammlung nach Paris bringen, wo 30 herausragende Werke am 9. Juni 1932 in der Galerie Georges Petit versteigert wurden. Das Gemälde Junge Frau in orientalischem Gewand gehörte nicht zu den Werken der Versteigerung, gelangte aber zeitgleich nach Paris, wo es mit der Inventarnummer 3079 in der Galerie von Paul Rosenberg geführt wurde. Der Verkauf des Gemäldes von Silberberg an die Galerie Paul Rosenberg erfolgte erst 1937. Hierbei wurde ein Verkaufspreis von 17.800 US-Dollar vereinbart. Rosenberg, der wie Silberberg Jude war, emigrierte im Zweiten Weltkrieg in die Vereinigten Staaten. Das Gemälde Junge Frau in orientalischem Gewand gehörte zu den letzten Bildern, die Rosenberg kurz vor Beginn des Krieges im August 1939 nach New York schicken konnte.
Am 18. September 1953 erwarb der Zürcher Sammler Emil Bührle das Gemälde von Paul Rosenberg für 58.500 US-Dollar. Nach Bührles Tod 1956 erbten seine Frau und die beiden Kinder sein Vermögen einschließlich des umfangreichen Kunstbesitzes. Die Erben überführten 1960 einen Teil der Kunstwerke in die neu gegründete Stiftung Sammlung E. G. Bührle, darunter mit der Inventarnummer 62 das Gemälde Junge Frau in orientalischem Gewand. Die Sammlung der Stiftung wurde fortan in einem museal genutzten Wohnhaus in Zürich-Seefeld ausgestellt. Seit 2021 befindet sich die Kunstsammlung der Stiftung Bührle als Dauerleihgabe im Kunsthaus Zürich.

## Diskussionen um Verdacht auf Raubkunst/Fluchtgut
Das Gemälde Junge Frau in orientalischem Gewand gehört zu den wiederholt genannten Beispielen von Werken in der Sammlung Bührle, bei denen der Verdacht auf Raubkunst geäußert wurde. Seit 2004 ist das Gemälde in der Lost Art-Datenbank des Deutschen Zentrums Kulturgutverluste gelistet. Die Frage, ob es sich bei diesem Gemälde um Fluchtgut, also um ein NS-verfolgungsbedingt entzogenes Kulturgut handelt, ist umstritten. Hinterfragt werden dabei die Umstände des Gemäldeverkaufs durch Max Silberberg an Paul Rosenberg 1937. Die Bewertung des Verkaufs findet vor dem Hintergrund des Schicksals der jüdischen Familie Silberberg statt. Der Kunstsammler Max Silberberg wurde im nationalsozialistischen Deutschland ab 1933 systematisch enteignet. 1935 verkaufte er Teile seines Kunstbesitzes in Berlin. Der Sohn Alfred Silberberg konnte mit seiner Frau 1939 nach Großbritannien emigrieren. Max Silberberg und seine Frau wurden während des Zweiten Weltkrieges in einem Konzentrationslager ermordet.
Das Gemälde Junge Frau in orientalischem Gewand befand sich seit 1932 außerhalb Deutschlands und auch während des Zweiten Weltkrieges außerhalb des nationalsozialistischen Machtbereichs. 1934 lieh sich die New Yorker Filiale der Galerie Durand-Ruel das Bild bei der Pariser Galerie Paul Rosenberg für eine Ausstellung aus. Rosenberg bot das Gemälde 1934 in New York und 1935 in seiner Pariser Galerie zum Verkauf an. Eigentümer war bis zum Verkauf des Gemäldes 1937 Max Silberberg. Ob Silberberg von Deutschland aus frei über den Verkaufserlös verfügen konnte, ist hingegen nicht bekannt. Umstritten ist, warum sich Silberberg zu diesem Zeitpunkt von dem Gemälde trennte. Während bei den Verkäufen von Kunstwerken in Paris 1932 sicher von einer wirtschaftlichen Notlage Silberbergs ausgegangen wird, standen die Verkäufe in Berlin 1935 bereits unter dem Einfluss der nationalsozialistischen Politik. Beim Verkauf 1937 in Paris können sowohl anhaltende Folgen der Weltwirtschaftskrise wie verfolgungsbedingte Gründe eine Rolle gespielt haben. Die im Auftrag der Erben von Max Silberberg tätige Kunsthistorikerin Monika Tatzkow sieht als Verkaufsgrund die NS-Verfolgung maßgebend. Ähnlich äußerte sich der Historiker Erich Keller, der den „Verfolgungsdruck durch die Nationalsozialisten“ als alleinigen Grund für den Verkauf des Gemäldes an Rosenberg 1937 nennt. Die Stiftung Sammlung E. G. Bührle stellte hierzu fest: „Die Veräusserung der Sultane durch Max Silberberg war weder ein «Entzug» noch ein Verkauf, der ursächlich auf den Druck von NS-Verfolgung zurückging.“ Der Journalist Philipp Meier sprach in der Neuen Zürcher Zeitung in diesem Zusammenhang von einem „ungelöstem Fall“. Am 14. Juni 2024 teilte die Stiftung Bührle mit, für das Gemälde weiterhin eine Restitution oder Entschädigung gemäß den Washington Principles von 1998 auszuschließen, auch nach den ergänzenden Auslegungen mit Stand vom März 2024. Dennoch führte die Bührle-Stiftung „aufgrund der historischen Gesamtumstände“ mit den Erben Gespräche über „eine symbolische Entschädigung“. Die Bührle-Stiftung erklärte am 23. April 2025 eine Vergleichslösung mit der Vertreterin der Erben, dem Gerta Silberberg Discretionary Trust, getroffen zu haben. Demnach bleibe das Gemälde im Eigentum der Bührle-Stiftung und könne weiterhin im Kunsthaus Zürich gezeigt werden. Über die weiteren Details der Vergleichslösung sei Stillschweigen vereinbart worden.

## Ausstellungen
Obwohl sich das Gemälde Junge Frau in orientalischem Gewand über Jahrzehnte in Privatsammlungen befand, wurde es verhältnismäßig häufig in öffentlichen Ausstellungen gezeigt. Seit 1960 konnten es Besucher in den Räumen der Stiftung Sammlung E. G. Bührle in Zürich betrachten, seit 2021 ist es Teil der Dauerausstellung der Bührle-Sammlung im Kunsthaus Zürich. In folgenden Sonderausstellungen war das Gemälde zu sehen:
- 1924: Exhibition of Paintings, Edouard Manet, Pierre Renoir, Berthe Morisot im Carnegie Institute, Pittsburgh, Katalog Nr. 19.
- 1928: Edouard Manet 1832–1883, Galerie Matthiesen, Berlin, Katalog Nr. 35.
- 1928: Exposition d’œuvres de Manet au profit des Amis du Luxembourg, Galerie Bernheim-Jeune, Paris, Katalog Nr. 24.
- 1934: Exhibition of Important Paintings by Great French Masters of the Nineteenth Century, Paul Rosenberg & Durand-Ruel in Durand Ruel Galleries, New York City, Katalog Nr. 31.
- 1935: Tableaux du 19e siècle dans un décor ancien, Galerie Paul Rosenberg, Paris, ohne Katalog.
- 1941: From Ingres to Picasso, Person Hall Art Gallery University of North Carolina at Chapel Hill, Chapel Hill (North Carolina), Katalog Nr. 10.
- 1946–1947: Masterpieces by Manet (1832–1883), Paul Rosenberg & Co., New York City• Katalog Nr. 6.
- 1958: Sammlung E. G. Bührle[61], Kunsthaus Zürich, Katalog Nr. 140.
- 1958–1959: Hauptwerke der Sammlung Emil Georg Bührle–Zürich, Haus der Kunst, München, Katalog Nr. 92.
- 1961: Masterpieces of French Painting from the Bührle Collection, Royal Scottish Academy, Edinburgh und National Gallery, London, Katalog Nr. 14.
- 1990–1991: The Passionate Eye, Impressionist and Other Master Paintings from the Collection of Emil G. Bührle, Zurich, National Gallery of Art, Washington, D.C., Musée des beaux-arts de Montréal, Montreal, Yokohama Museum of Art, Yokohama und Royal Academy of Arts, London Katalog Nr. 23.
- 2002–2003: Edouard Manet und die Impressionisten, Staatsgalerie Stuttgart, Stuttgart, Katalog Nr. 17.
- 2005–2006: Manet, Complesso del Vittoriano, Rom, Katalog Nr. 56.
- 2010: Van Gogh, Cézanne, Monet: Die Sammlung Bührle zu Gast im Kunsthaus, Kunsthaus Zürich, Zürich, Katalog Nr. 62.
- 2017: 21, rue La Boétie: D’après le livre d’Anne Sinclair, Musée Maillol, Paris, Katalog, Nr. 16.
- 2017–2018: Gefeiert & verspottet: Französische Malerei 1820–1880, Kunsthaus Zürich, Zürich Katalog, Nr. 70.
- 2018: Bührle Collection: Impressionist Masterpieces from the E. G. Bührle Collection, Zurich (Switzerland), Nationales Kunstzentrum Tokio, Tokio, Nationalmuseum Kyushu, Dazaifu (Fukuoka), Nagoya City Art Museum, Nagoya, Katalog Nr. 19.